# Beyond Castle Wolfenstein
Beyond Castle Wolfenstein – gra komputerowa będąca połączeniem skradanki i gry akcji, osadzona w realiach II wojny światowej. Została wyprodukowana i wydana w 1984 przez Muse Software. Jest to sequel gry Castle Wolfenstein. Początkowo był zaprogramowany dla komputerów Apple II, szybko stworzono jednak porty na Commodore 64 i komputery IBM PC.

## Opis gry
Akcja gry toczy się w trakcie II wojny światowej. Zadaniem gracza jest przejście przez wszystkie poziomy tajnego bunkra w Berlinie mieszczącego miejsca sekretnych spotkań Adolfa Hitlera z najważniejszymi jego współpracownikami, a także odnalezienie ukrytej w bunkrze bomby, zostawienie jej przed drzwiami, gdzie odbywa się tajna narada i następnie ucieczka z bunkra.
Podobnie jak Castle Wolfenstein, gra jest kombinacją gry akcji i skradanki z widokiem z góry, ale postaciami przedstawionymi z boku. Sterowanie odbywa się przy pomocy klawiatury, dżojstika lub pokręteł sterujących (paddles).
Przebieg rozgrywki jest podobny jak w części poprzedniej, pojawiają się jednak pewne ulepszenia i zmiany. Granaty zastąpiono nożem, który umożliwia ciche zabijanie wrogich żołnierzy. Wprowadzono system przepustek. Strażnicy wzywają gracza do okazania właściwej dla danego poziomu przepustki. Jeżeli jej nie posiada, może próbować przekupić strażnika. Strażnik, którego z braku pieniędzy dwukrotnie nie uda się przekupić, próbuje zabić bohatera gry lub wywołać alarm. W szafkach można odnaleźć apteczki pierwszej pomocy, a także narzędzia, przy pomocy których można dezaktywować alarmy. Zwiększono również liczbę i różnorodność dostępnych w grze odgłosów.